# Praelongorthezia aurea
Praelongorthezia aurea är en insektsart som först beskrevs av Beingolea 1971.  Praelongorthezia aurea ingår i släktet Praelongorthezia och familjen vaxsköldlöss.
Artens utbredningsområde är Peru. Inga underarter finns listade i Catalogue of Life.